# 十里河站 (辽宁省)
十里河站位于中国辽宁省沈阳市苏家屯区，始建于1919年。现隶属沈阳铁路局管辖，原为四等站，现已撤销，距沈阳站34公里，大连站363公里。
1. ↑  铁道部电子计算技术中心, 铁道部运输局. . 北京: 中国铁道出版社. 1998: 130. ISBN 9787113030995.